# Desaparecimento de Jay Slater

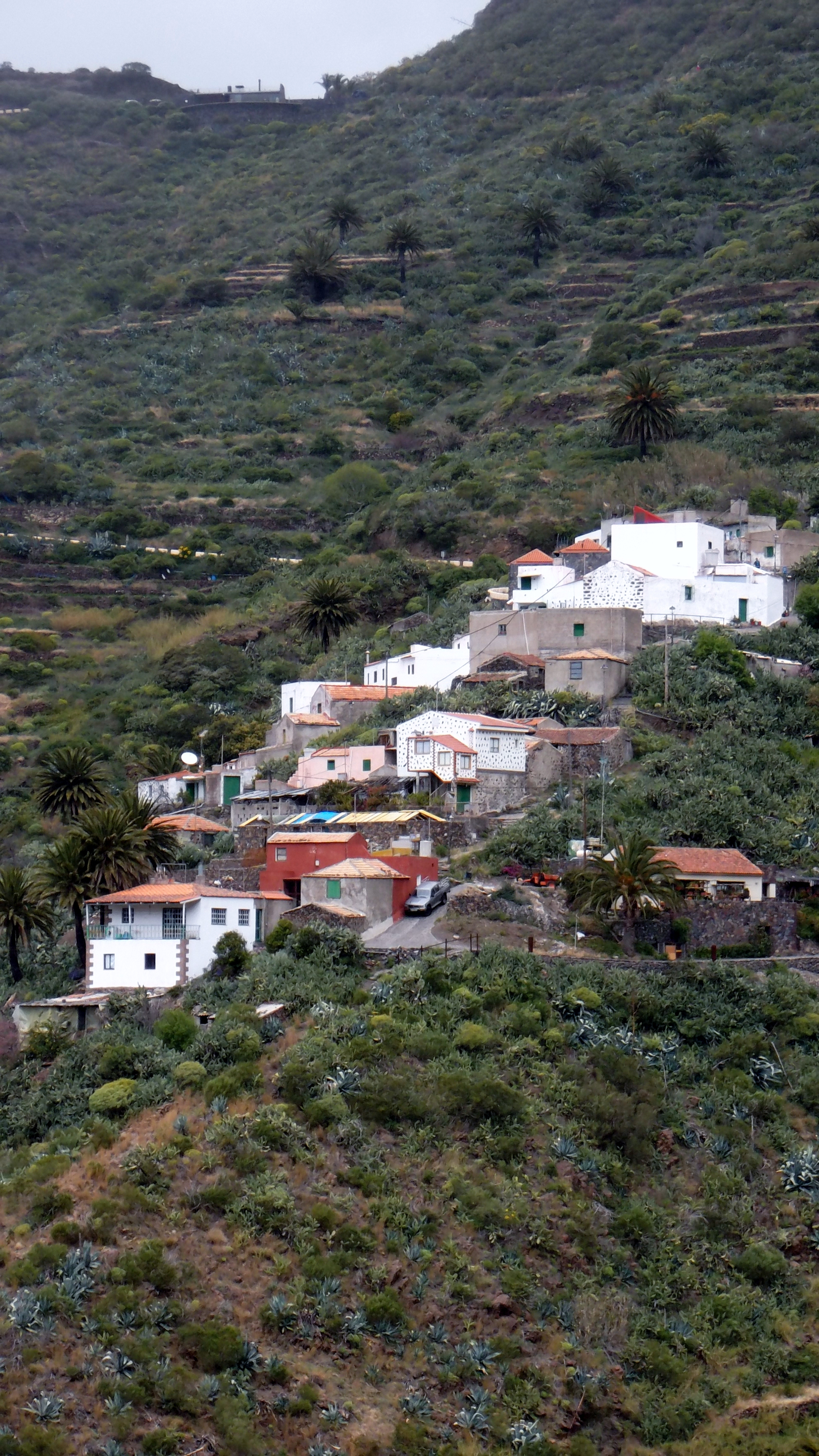
Vista do oeste da Casa Abuela Tina en Masca (canto superior) onde Slater foi visto pela última vez.

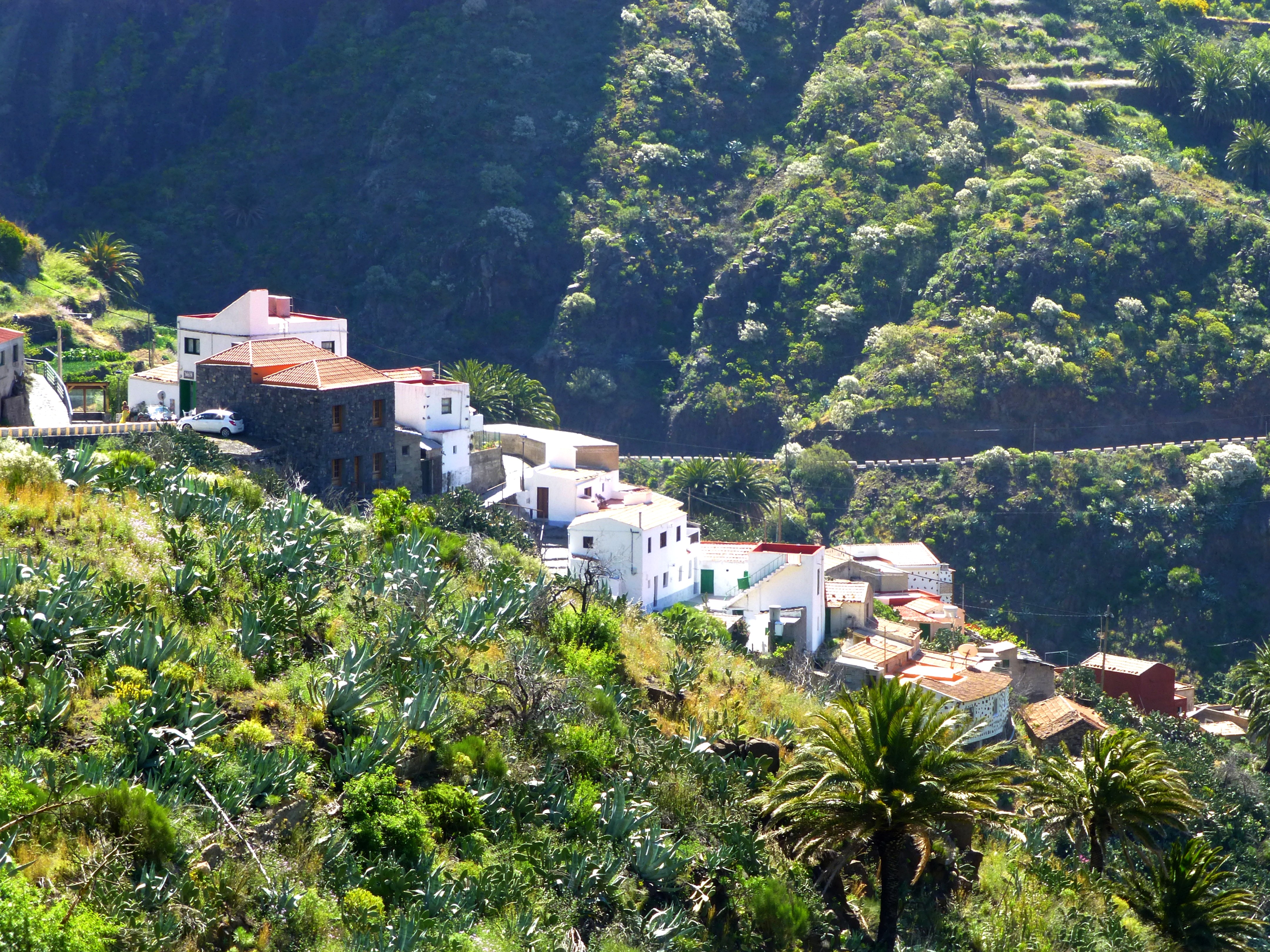
Vista do leste da Casa Abuela Tina (canto superior esquerdo)

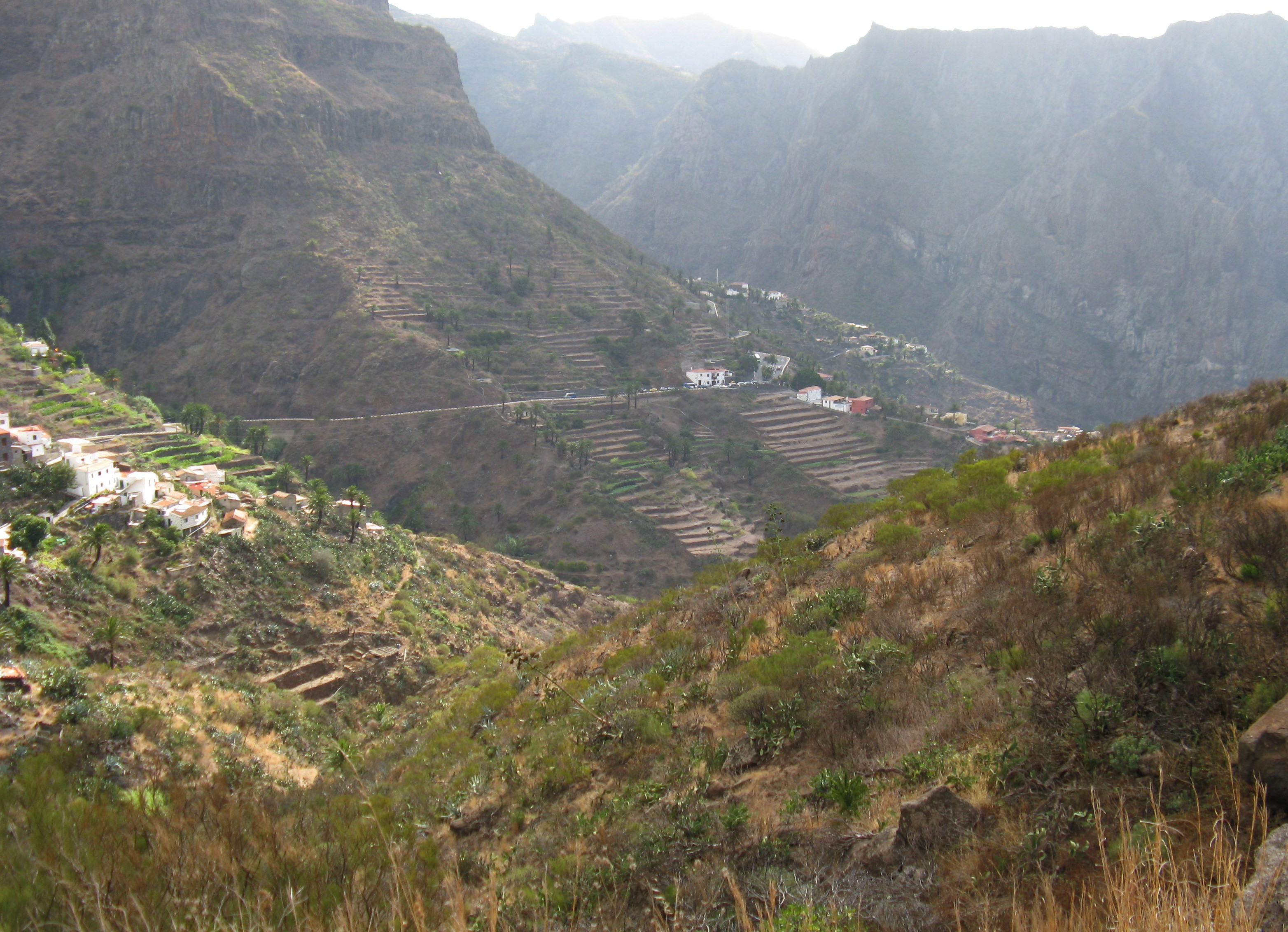
Terreno montanhoso ao redor de Masca.

Na manhã de 17 de Junho de 2024, o adolescente de 19 anos Jay Slater, um aprendiz de pedreiro de Oswaldtwistle, Lancashire, desapareceu na ilha de Tenerife, Espanha, após tentar fazer uma caminhada de 10 horas até sua acomodação como consequência de perder um ônibus. Slater compareceu a um festival de música no sul de Tenerife com dois amigos no dia antes de seu sumiço.
Em 30 de junho de 2024, a busca pelo Slater foi descontinuada pela polícia de Tenerife, mas o caso continuou aberto. Em 15 de julho, restos de um corpo foram encontrados perto de onde Slater fez sua última ligação celular. Em 16 de julho, uma autópsia confirmou que o cadáver era Jay Slater. A autópsia propôs que ele morreu por causa das suas feridas após uma queda acidental.

## Desaparecimento
Slater compareceu ao festival de música New Rave Generation no sul de Tenerife na tarde de 16 de junho de 2024. Depois do festival, Slater foi para a vila Masca da montanha com dois homens que conheceu no festival, Ayub Qassim e um homem não nomeado, ambos que a polícia acredita não ter conexão ao desaparecimento.
Em 17 de junho, ao redor de 08:00 CET, Ofelia Medina Hernandez - a última pessoa conhecida que se encontrou com Slater - contou para ele que o ônibus ia chegar às 10:00. Hernandez relatou ter passado por Slater enquanto ele “andou rápido” na “direção errada”.
Quinze minutos depois, às 08:50, Slater ligou para sua amiga Lucy Mae Law para informá-la que ele estava “perdido” enquanto andava de Masca para o local onde ele estava hospedado em Los Cristianos na costa sul de Tenerife. Slater disse que seu celular só tinha 1% de bateria e que ele precisava de água. A última localização conhecida que Slater esteve em é o parque rural de Teno. Ele também fez uma chamada de vídeo para seu amigo Brad Hargreaves que pensou que ele tinha tropeçado em granizo. Às 09:04, Slater foi dado como desaparecido.

## Atenção e respostas
Em 18 de junho, a mãe de Slater, Debbie Duncan, foi para Tenerife.
Em 21 de junho, Lancashire Constabulary publicou uma declaração sobre o desaparecimento de Slater, dizendo que eles têm “oficiais especialistas que continuam apoiando a família de Jay” e ofereceram suporte à Guarda Civil que rejeitou isso. Porém, a oferta continua aberta e eles entrarão em contato caso a posição mude.
Em 22 de junho, o festival de música NRG, que foi visitado por Slater antes de seu desaparecimento, fez uma declaração.
Em 25 de junho, policiais procurando por Slater se depararam com um escoçês que estava caminhando em uma ravina. O homem de 51 anos foi declarado como desaparecido em 21 de junho após não retornar de uma montanha perto de onde Slater foi visto pela última vez. Os policiais disseram que ele não conseguiria sair da ravina sozinho por causa da “dificuldade e falta de comunicação” na área, mas o homem falou que ele era experiente e não precisava de ajuda.
A polícia local da Guarda Civil e o pessoal de resgate também procuraram em uma ravina em Marcizo de Teno, junto de Masca e áreas ao redor na busca por Slater. Em 30 de junho de 2024, a busca por Slater pela guarda civil cessou.
O desaparecimento de Slater resultou em uma reportagem sobre o desaparecimento de Kevin Ainley, que aconteceu 20 anos antes. Ainley era de Lancashire, vivendo em Yorkshire e tinha se mudado para o sul de Tenerife alguns meses antes de seu desaparecimento em junho de 2004, algo que não recebeu muito cobrimento na época. O mesmo aconteceu com Steven Cook, que desapareceu em Creta mas foi encontrado morto com poucas evidências sobre a causa da morte.

### Mídias sociais
A amiga do Slater, Lucy, criou uma página no GoFundMe que arrecadou £52 485 em 11 de julho, com o objetivo de apoiar a família e amigos do Slater, que tinham viajado para Tenerife durante a busca.
Posteriormente, GoFundMe publicou uma declaração, com um representantes afirmando que “todas as campanhas estão sob revisão e nenhum dinheiro será transferido a não ser que possamos verificar que vai direto para a família”. Isso foi depois das especulações online sobre como o dinheiro será usado. A administradora do grupo do Facebook, Rachel Louise Harg, disse que os fundos coletados serão mandados para os amigos e família do Slater que estavam hospedados em Tenerife.
Semelhante ao caso da morte de Nicola Bulley, um número de teorias da conspiração sobre o desaparecimento de Slater foram postadas online por influencers. O tio de Slater temeu o envolvimento de terceiros. Essa atenção também incluiu pessoas compartilhando detalhes sobre um jovem que foi atacado em 2021 por uma gangue de oito pessoas incluindo Slater, usando machetes, um machado e um taco de golfe, o que causou uma fratura na caveira da vítima. Em agosto de 2023, Slater foi sentenciado a serviço comunitário com 25 dias de atividades de reabilitação e 150 horas de trabalho sem pagamento. Porém, a vítima daquele ataque fez uma declaração em um post do Facebook, dizendo para as pessoas “darem um tempo” e para “ajudarem a encontrar ele”. Também houve críticas quanto a trollagem feita por alguns usuários de mídias sociais.
O caso recebeu bastante atenção na rede social TikTok, com mais de 30 milhões de videos usando a tag "Jay Slater Opinions" (Opiniões sobre Jay Slater), muitos sendo especulações de que Jay estava fazendo um golpe para ganhar dinheiro. Na revista New Statesman, Sarah Manavis citou o caso como um exemplo de como "se a nossa cultura de true crime não for contida agora, ficaremos para sempre insensíveis a histórias de tragédia pessoal".